# Aquatic Sports Association of Malta
La Aquatic Sports Association of Malta (ASAM, in maltese: Assoċjazzjoni Maltija tal-Isport Akwatiku) è l'organo di governo, organizzazione e controllo del nuoto, del nuoto artistico e della pallanuoto a Malta. È affiliata alla LEN, alla FINA e alla COMEN. Il presidente dell'associazione è Karl Izzo, mentre il segretario generale è George Farrugia. La sede centrale si trova presso il Complesso sportivo di Tal-Qroqq, che ospita il Complesso nazionale delle piscine, situato a Tal-Qroqq, Gzira. L'associazione ha stipulato un accordo di collaborazione con Meridianbet, che include l'organizzazione di una competizione nazionale di coppa nota come Meridianbet Super Cup.

## Storia
Fondata nel 1925 come Amateur Swimming Association of Malta, l’ASA nacque con l’obiettivo di permettere alla pallanuoto maltese di partecipare ai Giochi Olimpici, ispirata dalle ambizioni dell’allora governatore Lord Plumer. Malta ai Giochi olimpiciMalta prese parte ai Giochi di Berlino nel 1936, segnando una delle prime tappe internazionali significative per la pallanuoto e l’atletica maltesi.
Dopo la sua fondazione, l’ASA si affiliò a importanti organismi internazionali come FINA e LEN, ampliando così le opportunità per i nuotatori e pallanuotisti maltesi di competere a livello globale.
Nel 2000, l’organizzazione assunse ufficialmente il nome di Aquatic Sports Association of Malta per riflettere meglio il proprio mandato ampliato, che comprende il nuoto, la pallanuoto, il nuoto artistico e le discipline in acque libere.
Un momento cruciale si verificò nel 1993, quando Malta ospitò i Giochi dei Piccoli Stati d’Europa e inaugurò il complesso di piscine olimpioniche di Tal-Qroqq, rafforzando così l’infrastruttura nazionale per gli sport acquatici.
Oggi, l’ASA rimane l’autorità nazionale per gli sport acquatici a Malta: supervisiona il nuoto, la pallanuoto, il nuoto artistico e le discipline in acque libere, e organizza campionati nazionali e competizioni internazionali.

## Competizioni
Nuoto
- Campionati nazionali in vasca lunga e corta

Pallanuoto
- Enemed Cup
- Summer League
- Winter League
- Campionato femminile
- Competizioni per fasce d’età